# 瓣叉鼻魨
瓣叉鼻魨（学名：Arothron firmamentum），又名河魨、規仔，为輻鰭魚綱魨形目四齒魨亞目四齒魨科叉鼻魨屬下的一个种，為亞熱帶海水魚，分布於西太平洋區，從日本南部至澳洲及紐西蘭海域，棲息深度10-360公尺，體長可達35公分，棲息在大陸棚及大陸坡，生活習性不明，具有毒性。